# Onthophagus afghanus
Onthophagus afghanus là một loài bọ cánh cứng trong họ Bọ hung (Scarabaeidae).